# سلاتینا (استان پلوودیو)
سلاتینا (به بلغاری: Slatina) یک منطقهٔ مسکونی در بلغارستان است که در استان پلوودیو واقع شده‌است.
 سلاتینا ۴۸٫۷۱۵ کیلومتر مربع مساحت و ۱٬۰۳۴ نفر جمعیت دارد و ۴۷۴ متر بالاتر از سطح دریا واقع شده‌است.